# Conferência Centro-Oeste do Brasil Futebol Americano de 2017
A Conferência Centro-Oeste é uma das quatro conferências da Brasil Futebol Americano de 2017. A conferência possui cinco times. Os quatro melhores times avançam a semifinais da conferência, com o primeiro recebendo o quarto colocado e o segundo recebendo o terceiro. Os vencedores avançam para a final de conferência, com mando do time de melhor campanha. O campeão da conferência classifica-se às Semifinais Nacionais para enfrentar o campeão da Conferência Nordeste. A pior equipe da conferência sendo rebaixada para a Liga Nacional de 2018.

## Classificação
Classificados para os Playoffs estão marcados em verde e em rosa o rebaixado à Liga Nacional de 2018.
| Pos | Times                   | V | E | D | PCT   | PF  | PS  | SP  |
| --- | ----------------------- | - | - | - | ----- | --- | --- | --- |
| 1   | Cuiabá Arsenal          | 4 | 0 | 0 | 1.000 | 145 | 49  | 96  |
| 2   | Tubarões do Cerrado     | 3 | 0 | 1 | .750  | 106 | 41  | 65  |
| 3   | Sinop Coyotes           | 1 | 0 | 3 | .250  | 49  | 107 | -58 |
| 4   | Goiânia Rednecks        | 1 | 0 | 3 | .250  | 59  | 115 | -56 |
| 5   | Campo Grande Predadores | 1 | 0 | 3 | .250  | 54  | 101 | -47 |

### Resultados
Primeira Rodada
| 15 de julho 18:00 UTC -3 | Relatório | Goiânia Rednecks | 33–23 | Campo Grande Predadores |  | SESI Ferreira Pacheco, Goiânia-GO |  |

| 16 de julho 16:30 UTC -4 | Relatório | Sinop Coyotes | 13–34 | Cuiabá Arsenal |  | Estádio Gigante do Norte, Sinop-MT |  |

Segunda Rodada
| 29 de julho 14:00 UTC -4 | Relatório | Campo Grande Predadores | 19–17 | Sinop Coyotes |  | Estádio Morenão, Campo Grande-MS |  |

| 29 de julho 14:00 UTC -4 | Relatório | Cuiabá Arsenal | 29–22 | Tubarões do Cerrado |  | Estádio Monteirão, Acorizal-MT |  |

Terceira Rodada
| 12 de agosto 14:00 UTC -3 | Relatório | Tubarões do Cerrado | 29–00 | Goiânia Rednecks |  | Estádio Mané Garrincha, Brasília-DF |  |

| 12 de agosto 14:00 UTC -3 | Relatório | Cuiabá Arsenal | 39–00 | Campo Grande Predadores |  | Estádio Monteirão, Acorizal-MT |  |

Quarta Rodada
| 26 de agosto 14:00 UTC -4 | Relatório | Campo Grande Predadores | 12–13 | Tubarões do Cerrado |  | Centro Olímpico Vila Nasser, Campo Grande-MS |  |

| 26 de agosto 17:00 UTC -4 |  | Sinop Coyotes | 19–12 | Goiânia Rednecks |  | Estádio Gigante do Norte, Sinop-MT |  |

Quinta Rodada
| 9 de setembro 14:00 UTC -3 | Relatório | Tubarões do Cerrado | 42–00 | Sinop Coyotes |  | Estádio Mané Garrincha, Brasília-DF |  |

| 16 de setembro 18:00 UTC -3 | Relatório | Goiânia Rednecks | 14–44 | Cuiabá Arsenal |  | SESI Ferreira Pacheco, Goiânia-GO |  |